# Bernard Lovell
Pour les articles homonymes, voir Lovell.
Alfred Charles Bernard Lovell, né le 31 août 1913 Oldland Common (en), Bristol et mort le 6 août 2012 dans le Cheshire, est un physicien et radioastronome britannique, directeur de l'observatoire Jodrell Bank de 1945 à 1980.

## Carrière
Il naît à Oldland Common (en) près de Bristol, étudie la physique à l'université de Bristol et obtient son Ph.D. en 1936. Il travaille sur les rayons cosmiques avec une équipe de recherche de l'université de Manchester jusqu'au début de la Seconde Guerre mondiale durant laquelle il travaille pour le Telecommunications Research Establishment au développement d'installation radar pour avion. Il est élevé au rang d'officier de l'ordre de l'Empire britannique en 1946 pour ce travail.
Il reprend son travail sur les rayons cosmiques après la guerre, les interférences produites par le tramway de Manchester le conduise à se déplacer près de Goostrey dans le Cheshire, une annexe du département de botanique de l'université. Il y crée l'observatoire de Jodrell Bank dont il sera directeur à partir de 1945 pendant 35 ans.

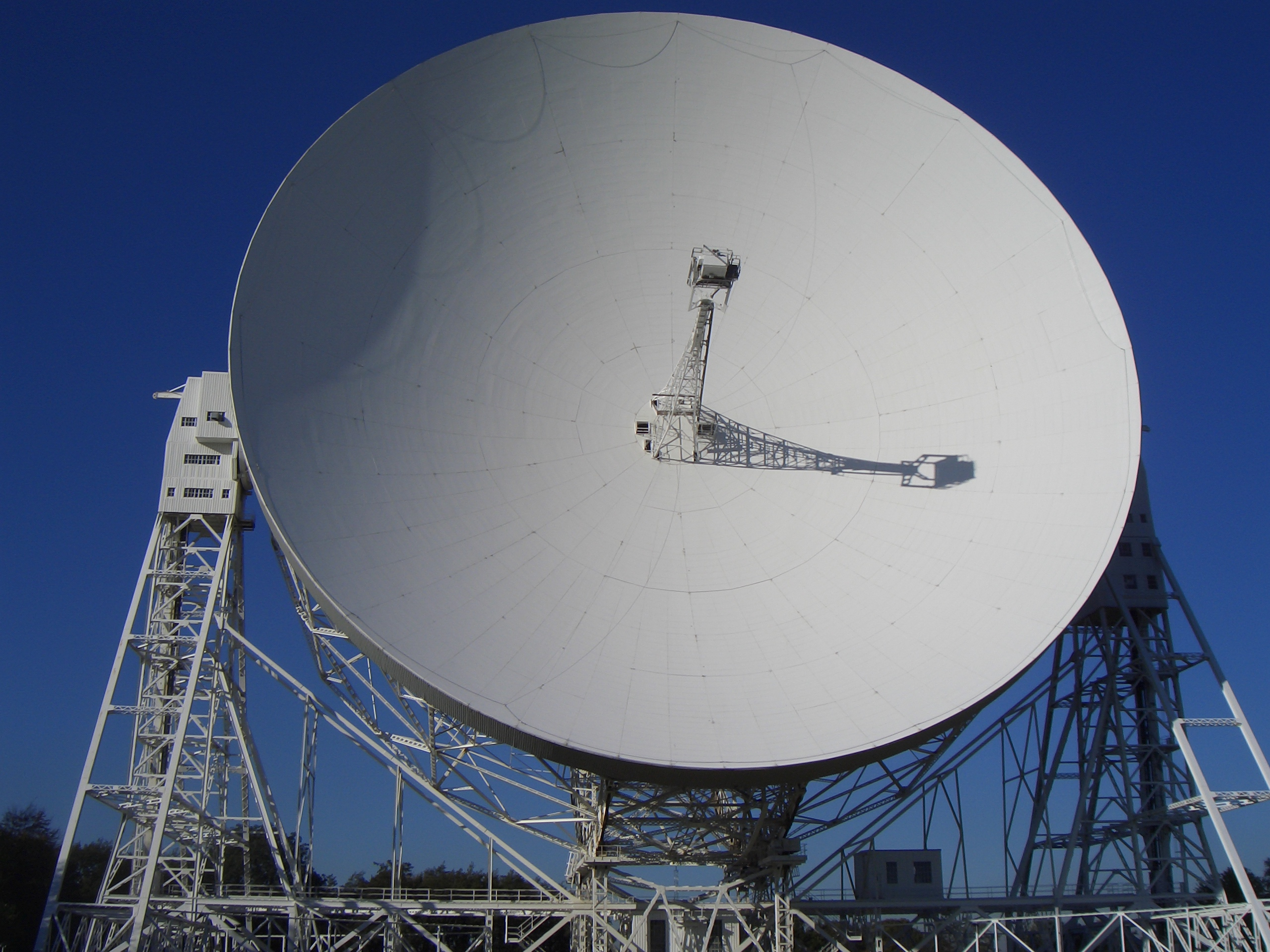
La coupole du télescope Lovell de 76 m de diamètre

Avec le financement de l'université il construit le télescope Lovell, d'abord appelé simplement Radio Telescope at Jodrell Bank puis Mark I telescope et enfin télescope Lovell en 1987. Lors de sa construction, en 1957 c'est le plus grand radiotélescope orientable au monde.
Lovell est fait chevalier en 1961 pour ses importantes contributions au développement de la radioastronomie. Une école dans son village natal d'Oldland Common porte son nom ainsi qu'un bâtiment du site de Malvern de QinetiQ.
Dans la série The Quatermass Experiment (en) (1953), le personnage principal est nommé en l'honneur de Bernard Lovell.

## Récompenses
- 1946 : Ordre de l'Empire britannique
- 1960 : Médaille Royale
- 1961 : Chevalier
- 1969 : Médaille Lorimer de l'Astronomical Society of Edinburgh
- 1980 : Médaille Benjamin Franklin
- 1981 : Médaille d'or de la Royal Astronomical Society
- L'astéroïde (8079) Bernardlovell a été nommé en son honneur